# Cidade de Masbate
Cidade de Masbate é uma cidade de quarta classe de renda da cidade na província Masbate, nas Filipinas. De acordo com o censo de 1 maio  de  2020 possui uma população de 104 522 pessoas e 22 357 domicílios.